# Neocaridina heteropoda
Neocaridina heteropoda (Liang, 2002) — прісноводна креветка з родини Atyidae ряду десятиногих раків. Серед акваріумістів більше відома під назвами вишнева креветка або ред черрі (англ. Red cherry), які отримала завдяки своєму яскравому забарвленню, отриманому в результаті селекції. Відкрита у 2002 році у водоймах Тайваню.

## Загальна характеристика
Neocaridina heteropoda була вперше віднайдена у прісноводних водоймах Тайваню на початку XXI століття. Дикі особини мали нічим не примітне сіро-прозоре забарвлення з червоними вкрапленнями. Завдяки роботі невідомих селекціонерів доволі швидко були виведені особини яскраво червоного кольору, що одразу стали об'єктом зацікавленості акваріумістів з усього світу та отримали неофіційну назву — вишнева креветка. Розмір Neocaridina heteropoda не перевищує 2 см без врахування довжини вусиків. Самки більші за самців та мають дещо яскравіше забарвлення. Крім того, у самок крізь панцир помітне «сідло» — жовте утворення на спинці, що являє собою яєчники з дозріваючою ікрою. Ікра цього виду має переважно жовтий колір, хоча інколи трапляється й зеленкувата. Втім, забарвлення ікри ніяк не впливає на якість виводку.

## Умови утримання
Вишневі креветки користуються надзвичайною популярністю серед акваріумістів значною мірою саме завдяки простоті утримання. Навіть новачок без проблем зможе виконувати усі умови, яких потребують членистоногі. Вони всеїдні, невибагливі та легкі у розведенні. Оптимальні параметри води для утримання Neocaridina heteropoda: температура 22-26 °С, gH 4-20 °dGH, kH 1-15 °dGH, ph 6,3-8,0. Найкраще утримувати вишневих креветок з невеликими миролюбними рибками у акваріумах не менших за 5-10 літрів з великою кількістю рослин, каміння та корчів, які забезпечать їх у разі нестачі їжі необхідними водоростями. Ред Черрі полюбляють чисту воду з гарною аерацією і є чутливими до різкої зміни води. Єдиними великими рибами, які можуть співіснувати з вишневими креветками без загрози для життя членистоногих, є рослинноїдні кольчужні соми, такі як отоцинклюси чи баріанциструси.
Neocaridina heteropoda живиться майже усіма кормами для мешканців акваріума і непогано підтримують чистоту в сфері свого існування. При відсутності рослинності слід додавати до раціону креветок спеціальні таблетки зі спіруліною, бо саме водорості підтримують міцну імунну систему вишневих креветок. Ред Черрі з задоволенням вживають гранульовані корми для донних риб та безхребетних, а також очищені та бланшовані овочі.
Вишневі креветки дуже плодючі і їх легко розвести у домашніх умовах. На першому етапі самки носять ікру у спеціальному «сідлі», що знаходиться у них в спинному відділі. Після заплідення личинки переміщуються під хвіст креветки, де вона носить їх протягом 21-28 днів. Самка постійно доглядає за ікрою та вентилює її плеоподами. Маленькі креветочки, що вилуплюються з личинок, є точною мініатюрною копією дорослих особин та одразу здатні вести самостійне життя. Живляться вони тими ж продуктами, що й старші креветки. У молодих самок зазвичай буває від 5 до 15 мальків, у старших дещо більше.

## Галерея

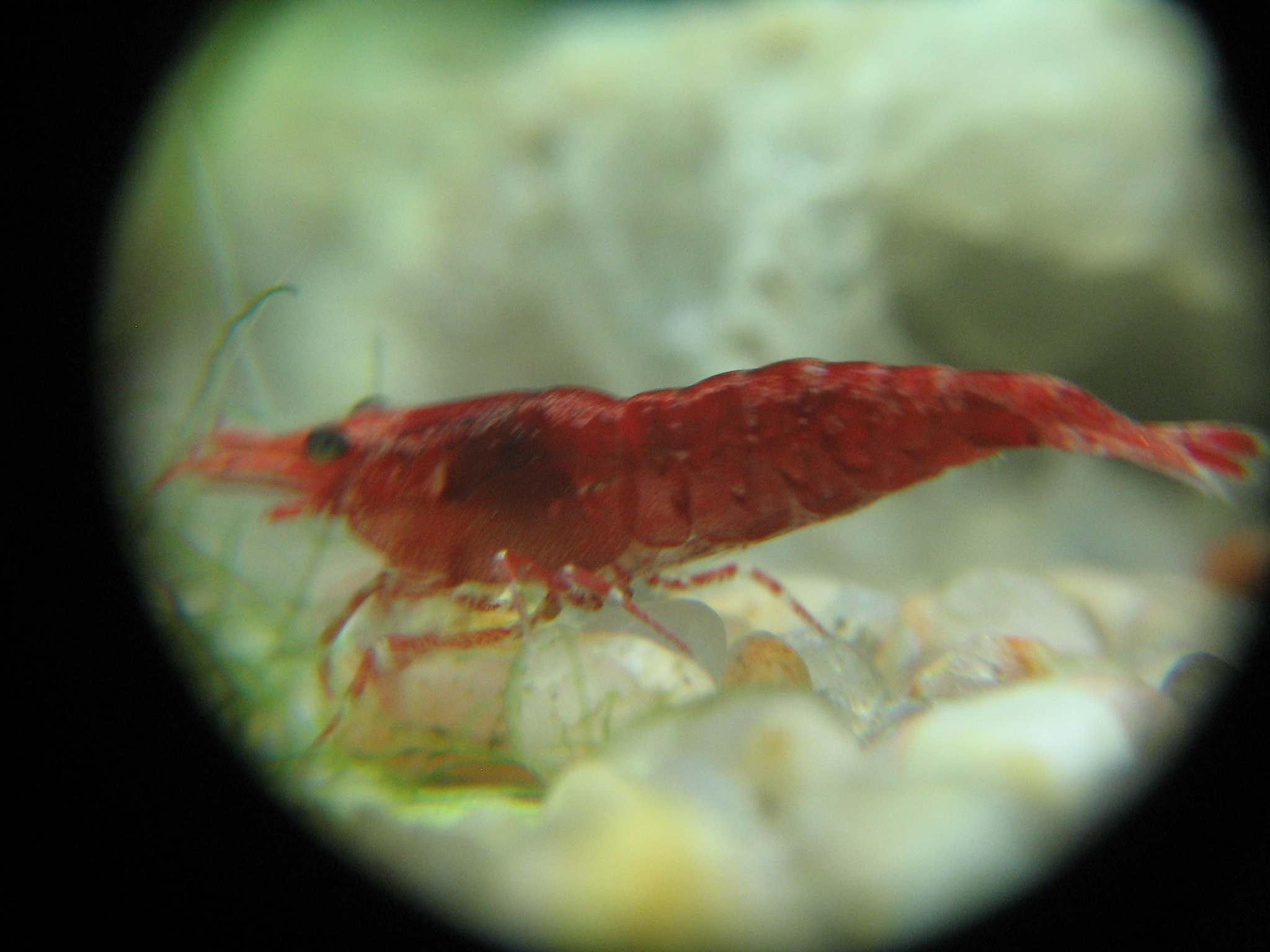
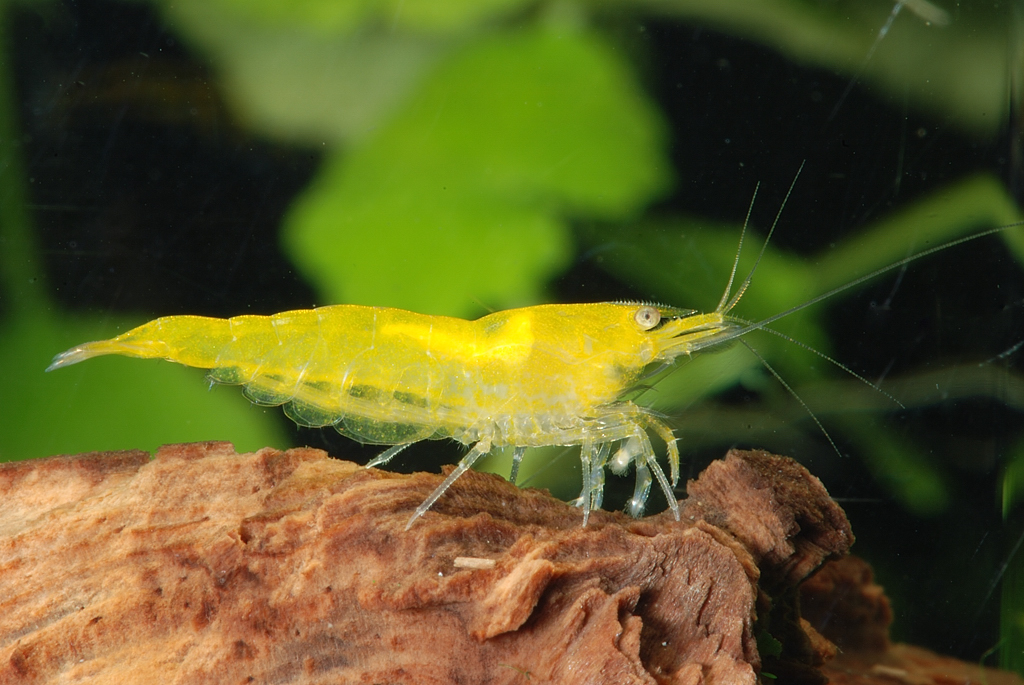
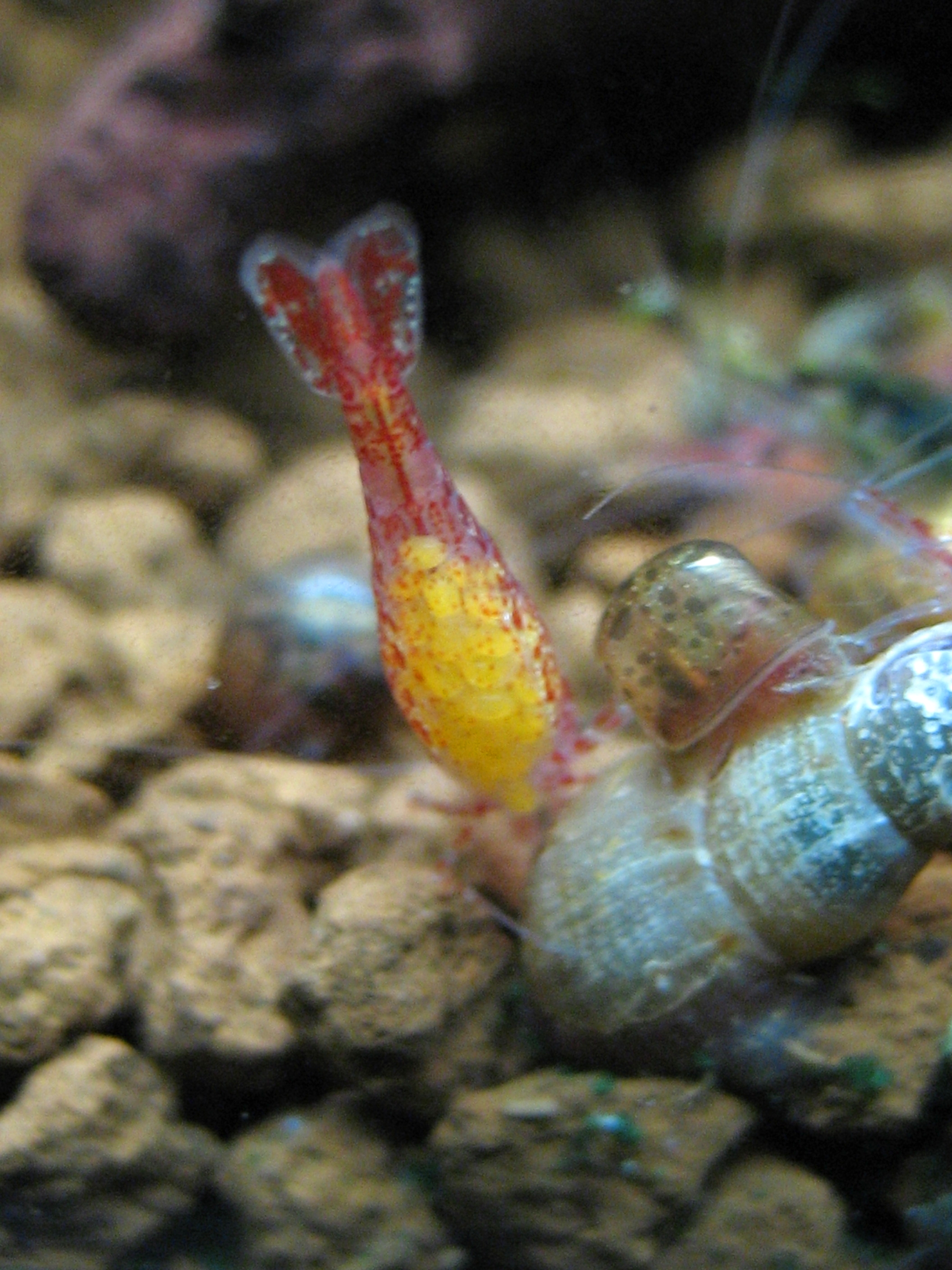
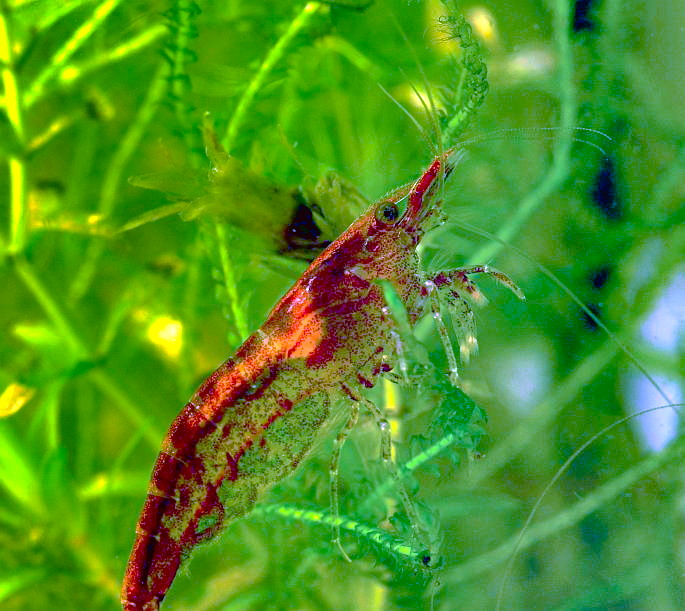
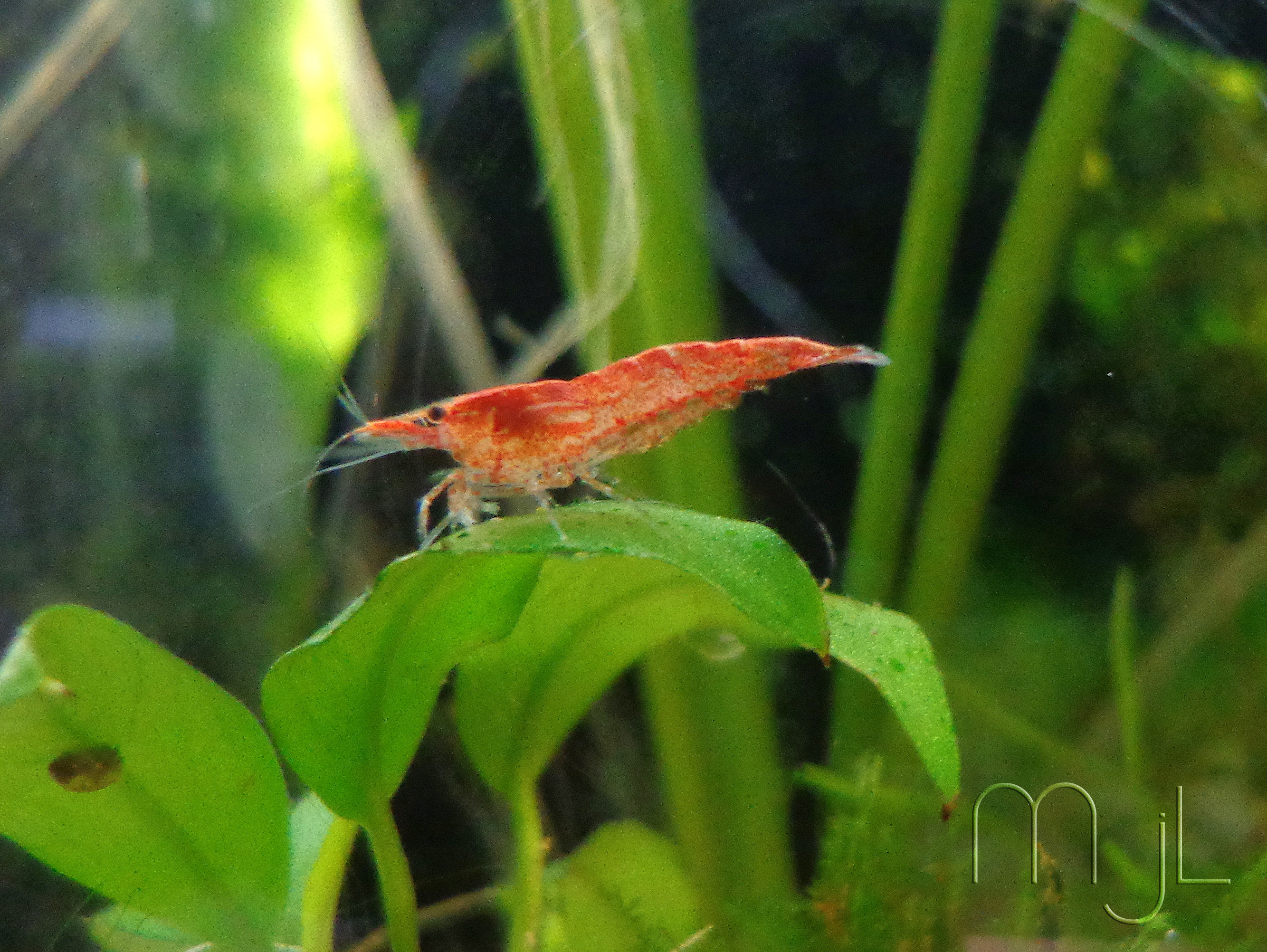
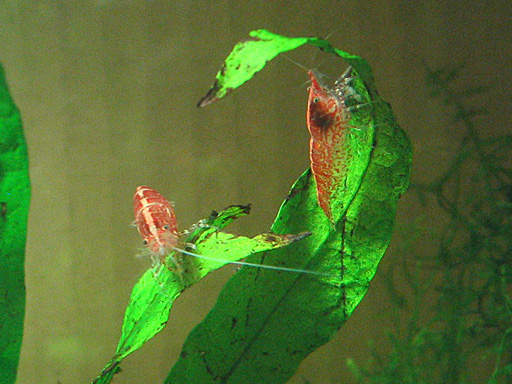